# Општина Илијаш
Општина Илијаш је општина у централној Босни и Херцеговини, у саставу Федерације БиХ. Припада кантону Сарајево и са својих 308,6 km² чини 24,2% територије кантона. Налази се сјеверозападно од Сарајева. Надморска висина општине Илијаш је између 450 и 1500 m. Сједиште општине је у граду Илијашу.

## Становништво
По последњем службеном попису становништва из 1991. године, општина Илијаш (у то вријеме једна од приградских општина града Сарајева) је имала 25.184 становника, распоређених у 77 насељених места.
| Националност       | 1991.           | 1981.           | 1971.           |
| Срби               | 11.325 (44,96%) | 10.378 (42,67%) | 10.941 (47,55%) |
| Муслимани          | 10.585 (42,03%) | 9.598 (39,47%)  | 9.187 (39,93%)  |
| Хрвати             | 1.736 (6,89%)   | 1.982 (8,15%)   | 2.172 (9,44%)   |
| Југословени        | 1.167 (4,63%)   | 1.901 (7,81%)   | 400 (1,73%)     |
| остали и непознато | 371 (1,47%)     | 457 (1,87%)     | 307 (1,33%)     |
| Укупно             | 25.184          | 24.316          | 23.007          |

Већински насељена српским становништвом, општина је од 1992. до 1996. својим највећим дијелом била под контролом Војске Републике Српске. Дејтонским споразумом општина је припала Федерацији БиХ, а српско становништво се махом иселило и населило широм Републике Српске и других земаља.

### Етнички састав према попису из 2013.
| Попис 2013.‍        | Попис 2013.‍        | Попис 2013.‍ | Попис 2013.‍ | Попис 2013.‍ |
| ------------------ | ------------------ | ----------- | ----------- | ----------- |
|                    |                    |             |             |             |
| Бошњаци            | Бошњаци            |             | 18.151      | 92,59%      |
| Срби               | Срби               |             | 421         | 2,15%       |
| Хрвати             | Хрвати             |             | 382         | 1,95%       |
| остали и непознато | остали и непознато |             | 649         | 3,31%       |
| укупно: 19.603     |                    |             |             |             |

## Насељена мјеста
Балибеговићи, Бањер, Бокшићи, Буљетовина, Велика Њива, Видотина, Вилић, Висојевица, Вишњица, Владојевићи, Влашково, Врутци, Вукасовићи, Вукнићи (дио), Гајеви, Гајине, Гојановићи, Горња Биоча, Горња Мисоча, Горњи Чевљановићи, Доња Биоча, Доња Мисоча, Доње Село, Доњи Чевљановићи, Драгоради, Дражевићи, Дубоки Поток, Душевине, Закутница, Злотеге, Илијаш, Иванчићи, Кадарићи, Каменица, Караула, Корита, Кошаре, Кожље, Крчевине, Кривајевићи, Куносићи, Лађевићи, Липник (дио), Лука, Лука код Стублина, Љешево, Љубина, Љубнићи, Малешићи, Медојевићи, Мошевићи, Мраково, Нишићи, Оџак, Озрен (дио), Подлипник, Подлугови, Поповићи, Ракова Нога (дио), Рибарићи, Рудник Чевљановићи, Сировине (дио), Соврле, Солаковићи, Средње, Стоморине, Стублине, Судићи, Тарачин До, Хаџићи, Хан Караула, Хан Шићи, Хомар, Чемерница, Чемерно, Четојевићи, Шабанци и Шљеме (дио). У саставу Републике Српске остала су дјелимично или у цјелини насеља Шљеме, Озрен, Ракова Нога, Липник, Сировине и Вукнићи.